# Argelia, Valle del Cauca
Argelia là một khu tự quản thuộc tỉnh Valle del Cauca, Colombia. Thủ phủ của khu tự quản Argelia đóng tại Argelia Khu tự quản Argelia có diện tích 87 ki lô mét vuông. Đến thời điểm ngày 28 tháng 5 năm 2005, khu tự quản Argelia có dân số 7822 người.